# Sophie Lothaire
Marguerite-Louise Odiot de Montroty, artiestennaam Sophie Lothaire (Parijs, 1732), was een Franse danseres, actrice en regisseur die haar hele carrière doorgebracht heeft aan de Koninklijke Muntschouwburg in Brussel.
Ze begon als balletdanseres, van 1753 tot 1772, onder de naam Mademoiselle Sophie, voor ze actrice werd. In 1762 schreef François-Antoine Chevrier dat "ze om het even welke rol speelt - ze deelt, om kosten te sparen, het bed met de heer Duranci".
In 1766 verenigden de acteurs zich om de leiding van het Brussels Theater (in het Frans: Théâtre de Bruxelles) op zich te nemen.
Het gezelschap bestond uit D'Hannetaire en zijn twee dochters Eugénie en Angélique D'Hannetaire, mevrouw Rosalide, Louis Compain, Prévost, Le Petit, Dubois, Duranci, D'Rozely, Serville, Grégoire, mevrouw Granier en Sophie Lothaire.
Van 1777 tot 1783 deelde Sophie Lothaire de leiding van het theater met Louis-Jean Pin en Alexandre Bultos. Toen er financiële problemen ontstonden, keerde ze terug naar Versailles in Frankrijk, van waar zij probeerde het geld op te eisen dat zij nog tegoed had.